# Wyścigi samochodowe w 1902 roku
Dziewiąty rok wyścigów samochodowych organizowanych w Europie.

## Podsumowanie wyścigów
| Data          | Wyścig                  | Zwycięzca (kierowcy) | Zwycięzca (konstruktorzy) | Wyniki |
| ------------- | ----------------------- | -------------------- | ------------------------- | ------ |
| 15-16 maja    | Circuit du Nord         | Maurice Farman       | Panhard                   | Wyniki |
| 26-28 czerwca | Puchar Gordona Bennetta | Selwyn Edge          | Napier                    | Wyniki |
| 26-28 czerwca | Wyścig Paryż-Wiedeń     | Marcel Renault       | Renault                   | Wyniki |
| 31 lipca      | Circuit des Ardennes    | Charles Jarrott      | Panhard                   | Wyniki |
| 31 sierpnia   | Frankfurt Circuit Race  | Wilhelm Werner       | Mercedes                  | Wyniki |
| 14 września   | Critérium de Provence   | Paul Chauchard       | Panhard                   | Wyniki |